# Pablo Acosta Villarreal
Pablo Acosta Villarreal, también conocido como El Zorro de Ojinaga, fue un contrabandista y narcotraficante mexicano que controló el tráfico de drogas en aproximadamente poco más de 300 kilómetros de la frontera entre los Estados Unidos y México. En su periodo de mayor auge logró traficar con 60 toneladas de cocaína por año para cárteles colombianos además de cantidades incalculables de marihuana y heroína. Fue mentor y jefe de negocios de Amado Carrillo Fuentes conocido como el ‘Señor de los Cielos’, quien más tarde tomó el control del cártel luego de la muerte de Acosta.
Acosta hizo de su base de operaciones la pequeña ciudad de Ojinaga, Chihuahua, México, y tuvo su periodo de mayor poder entre 1984 y 1986. Mediante un esquema en el que gozaba de protección de las policías federal, estatal y de miembros del Ejército Mexicano, Acosta era capaz de garantizar la seguridad para el resguardo y transporte de 5 toneladas de cocaína que eran enviadas desde Colombia a Ojinaga cada mes que en ocasiones aterrizaban en el aeropuerto municipal y a veces en pistas de aterrizaje de tierra en ranchos río arriba de Ojinaga.
Cadenas de restaurantes y hoteles de lujo lavaron su dinero obtenido del tráfico de drogas. Mientras que en un principio solamente manejaba marihuana y heroína, al pasar del tiempo Acosta se vio más involucrado en el tráfico de cocaína, logrando entablar contactos con narcotraficantes colombianos que buscaban traficar cocaína a los Estados Unidos usando las mismas rutas que Acosta Villarreal utilizaba en Texas para traficar marihuana y heroína por la frontera de Chihuahua.
Acosta Villarreal murió en abril de 1987, como se detalla en el documental "American Federate" durante una redada transfronteriza a las orillas del Río Bravo en el pueblo de Santa Elena, Chihuahua, por helicópteros de la  Policía Federal de México, con asistencia del FBI. Rafael Aguilar Guajardo tomó el lugar de Acosta pero fue asesinado y al poco tiempo fue Amado Carrillo Fuentes, quién tomó control de la organización. El libro "Señor de las drogas" del periodista Terrence Poppa, da cuenta del ascenso y de la caída de Acosta mediante entrevistas realizadas directamente al capo.

## En la cultura popular
Existe un rumor popular en México de que Acosta fue un informante para el gobierno de los Estados Unidos sobre comunismo y movimientos guerrilleros en el norte de México.
Acosta es mencionado en un narcocorrido de Los Tigres del Norte llamado "El Zorro de Ojinaga", escrito por Paulino Vargas, en donde se narran las proezas de Acosta Villarreal.
Pablo Acosta es mencionado también en la novela de Cormac McCarthy, No es país para viejos.
Acosta Villarreal es interpretado por el actor Gerardo Taracena en la serie de Netflix, Narcos: México. 